# Elecciones provinciales de Santa Cruz de 1991
Las elecciones generales de la provincia de Santa Cruz de 1991 tuvieron lugar el domingo 8 de septiembre del mencionado año, al mismo tiempo que las elecciones legislativas a nivel nacional. Fueron los terceros comicios desde la restauración de la democracia y los séptimos desde la provincialización del territorio en 1958. Se debían renovar los cargos de gobernador y vicegobernador, así como 12 de los 24 escaños de la Cámara de Diputados provincial. Al mismo tiempo, se renovarían las catorce intendencias y los 72 escaños de los catorce Concejos Deliberantes respectivos.
Para estas elecciones se empleó por primera vez el controvertido sistema de doble voto simultáneo o "ley de lemas", en el cual los partidos políticos presentaban un lema, y en este podían a su vez contender varias candidaturas o sublemas. El lema más votado resultaba ganador y el sublema más votado dentro de dicho lema resultaba electo, sin tener necesariamente que ser el candidato individual más votado en la elección. Solo los dos principales partidos políticos del país, el gobernante Partido Justicialista (PJ) y la opositora Unión Cívica Radical (UCR), presentaron más de un sublema (dos cada uno), mientras que otros tres partidos políticos menores, siendo el mayor de ellos el Movimiento Popular Santacruceño (MOPOSA), presentaron candidaturas únicas.
Al momento de las elecciones, la provincia vivía una inestabilidad persistente tras el juicio político al gobernador Ricardo Jaime del Val en julio de 1990 y su reemplazo por su vicegobernador José Ramón Granero, que tampoco pudo terminar su mandato y renunció, dejando al presidente provisional de la Cámara de Diputados, Héctor Marcelino García, como mandatario interino a partir de marzo de 1991. El exgobernador justicialista Arturo Puricelli, que había ejercido entre 1983 y 1987, se presentó para un segundo mandato no consecutivo bajo el lema "Movimiento Federal Santacruceño". Su único contrincante dentro del lema del PJ fue Néstor Kirchner, intendente de la capital provincial, Río Gallegos, por el lema "Frente para la Victoria Santacruceña". La UCR, por su parte, presentó el sublema "Por Santa Cruz", con Ángela Sureda (que había sido derrotada por muy poco por Del Val en la anterior elección) como candidata; y el sublema "Lista Roja", encabezada por Juan Ignacio Melgarejo.
Los comicios resultaron en un estrecho y sorpresivo triunfo para Kirchner con el 32.92 % de los votos contra el 27.84 % de Puricelli. Sureda obtuvo el 26.92 %, quedando por debajo de los dos sublemas justicialistas, y Melgarejo logró el 9.25 %. La sumatoria justicialista fue del 60.76 %, contra el 36.18 % de la sumatoria radical. El resto de los partidos se llevaron el 0.53 % restante. Con respecto al plano legislativo, el PJ obtuvo 8 de los 12 escaños en disputa (4 para el sublema del FVS y 4 para el MOFESA) mientras que la UCR obtuvo los 4 escaños restantes (3 para el PSC y 1 para la Lista Roja), preservando la legislatura bipartidista. La participación fue del 77.96 % del electorado registrado.
Kirchner asumió su mandato el 10 de diciembre de 1991. Su victoria marcó el inicio del movimiento en torno a su figura, denominado "Kirchnerismo", que utilizaría desde entonces la marca Frente para la Victoria (FpV) tanto en Santa Cruz como a nivel nacional.  
Dicho espacio político y sus sucesores, continuarían gobernando Santa Cruz hasta 2023 año en que la oposición le puso fin a su hegemonía en la provincia tras 32 años en el poder.

## Resultados

### Gobernador y vicegobernador
| Lema                                     | Lema                                                  | Sublema                                    | Fórmula               | Fórmula               | Sublema               | Sublema               | Lema   | Lema  |
| Lema                                     | Lema                                                  | Sublema                                    | Gobernador            | Vicegobernador        | Votos                 | %                     | Votos  | %     |
| ---------------------------------------- | ----------------------------------------------------- | ------------------------------------------ | --------------------- | --------------------- | --------------------- | --------------------- | ------ | ----- |
|                                          | Partido Justicialista (PJ)                            | Frente para la Victoria Santacruceña (FVS) | Néstor Kirchner       | Eduardo Arnold        | 20.438                | 54,18                 | 37.722 | 60,76 |
| Movimiento Federal Santacruceño (MOFESA) | Partido Justicialista (PJ)                            | Arturo Puricelli                           |                       | 17.284                | 45,82                 |                       | 37.722 | 60,76 |
|                                          | Unión Cívica Radical (UCR)                            | Por Santa Cruz (PSC)                       | Ángela Sureda         | Javier de Urquiza     | 16.716                | 74,42                 | 22.462 | 36,18 |
| Lista Roja                               | Unión Cívica Radical (UCR)                            | Juan Ignacio Melgarejo                     |                       | 5.746                 | 25,58                 |                       | 22.462 | 36,18 |
|                                          | Movimiento Popular Santacruceño (MOPOSA)              | —                                          |                       |                       | —                     | —                     | 975    | 1,57  |
|                                          | Partido Obrero (PO)                                   | —                                          |                       |                       | —                     | —                     | 594    | 0,96  |
|                                          | Frente de Integración y Defensa de Santa Cruz (FIDSC) | Nacionalista Constitucional (PNC)          |                       |                       | —                     | —                     | 328    | 0,53  |
| Votos positivos                          | Votos positivos                                       | Votos positivos                            | Votos positivos       | Votos positivos       | Votos positivos       | Votos positivos       | 62.081 | 92,47 |
| Votos en blanco                          | Votos en blanco                                       | Votos en blanco                            | Votos en blanco       | Votos en blanco       | Votos en blanco       | Votos en blanco       | 4.601  | 6,85  |
| Votos anulados                           | Votos anulados                                        | Votos anulados                             | Votos anulados        | Votos anulados        | Votos anulados        | Votos anulados        | 452    | 0,67  |
| Participación                            | Participación                                         | Participación                              | Participación         | Participación         | Participación         | Participación         | 67.134 | 77,96 |
| Electores registrados                    | Electores registrados                                 | Electores registrados                      | Electores registrados | Electores registrados | Electores registrados | Electores registrados | 86.111 | 100   |
| Fuente:                                  |                                                       |                                            |                       |                       |                       |                       |        |       |

### Cámara de Diputados
| ← 1989 · Cámara de Diputados · 1993 → | ← 1989 · Cámara de Diputados · 1993 →         | ← 1989 · Cámara de Diputados · 1993 → | ← 1989 · Cámara de Diputados · 1993 → | ← 1989 · Cámara de Diputados · 1993 → | ← 1989 · Cámara de Diputados · 1993 → | ← 1989 · Cámara de Diputados · 1993 → | ← 1989 · Cámara de Diputados · 1993 → | ← 1989 · Cámara de Diputados · 1993 → | ← 1989 · Cámara de Diputados · 1993 → | ← 1989 · Cámara de Diputados · 1993 → | ← 1989 · Cámara de Diputados · 1993 → |
| Lema                                  | Lema                                          | Sublema                               | Sublema                               | Sublema                               | Sublema                               | Lema                                  | Lema                                  | Lema                                  | Lema                                  | Bancas totales                        | +/-                                   |
| Lema                                  | Lema                                          | Sublema                               | Votos                                 | %                                     | Bancas                                | Votos                                 | %                                     | Bancas                                | +/-                                   | Bancas totales                        | +/-                                   |
| ------------------------------------- | --------------------------------------------- | ------------------------------------- | ------------------------------------- | ------------------------------------- | ------------------------------------- | ------------------------------------- | ------------------------------------- | ------------------------------------- | ------------------------------------- | ------------------------------------- | ------------------------------------- |
|                                       | Partido Justicialista                         | Frente para la Victoria Santacruceña  | 16.451                                | 52,72                                 | 4/12                                  | 31.203                                | 57,93                                 | 8/12                                  | 1                                     | 15/24                                 | 2                                     |
| Movimiento Federal Santacruceño       | Partido Justicialista                         | 14.752                                | 47,28                                 | 4/12                                  |                                       | 31.203                                | 57,93                                 | 8/12                                  | 1                                     | 15/24                                 | 2                                     |
|                                       | Unión Cívica Radical                          | Por Santa Cruz                        | 13.220                                | 69,07                                 | 3/12                                  | 19.141                                | 35,54                                 | 4/12                                  | 1                                     | 9/24                                  | 2                                     |
| Lista Roja                            | Unión Cívica Radical                          | 5.921                                 | 30,93                                 | 1/12                                  |                                       | 19.141                                | 35,54                                 | 4/12                                  | 1                                     | 9/24                                  | 2                                     |
|                                       | Movimiento Popular Santacruceño               | —                                     | —                                     | —                                     | —                                     | 1.740                                 | 3,23                                  |                                       |                                       |                                       |                                       |
|                                       | Partido Obrero                                | —                                     | —                                     | —                                     | —                                     | 969                                   | 1,80                                  |                                       |                                       |                                       |                                       |
|                                       | Partido Comunista                             | —                                     | —                                     | —                                     | —                                     | 411                                   | 0,76                                  |                                       |                                       |                                       |                                       |
|                                       | Frente de Integración y Defensa de Santa Cruz | Nacionalista Constitucional           | —                                     | —                                     | —                                     | 397                                   | 0,74                                  |                                       |                                       |                                       |                                       |
| Votos positivos                       | Votos positivos                               | Votos positivos                       | Votos positivos                       | Votos positivos                       | Votos positivos                       | 53.861                                | 80,23                                 |                                       |                                       |                                       |                                       |
| Votos en blanco                       | Votos en blanco                               | Votos en blanco                       | Votos en blanco                       | Votos en blanco                       | Votos en blanco                       | 12.834                                | 19,12                                 |                                       |                                       |                                       |                                       |
| Votos anulados                        | Votos anulados                                | Votos anulados                        | Votos anulados                        | Votos anulados                        | Votos anulados                        | 439                                   | 0,65                                  |                                       |                                       |                                       |                                       |
| Participación                         | Participación                                 | Participación                         | Participación                         | Participación                         | Participación                         | 67.134                                | 77,96                                 |                                       |                                       |                                       |                                       |
| Electores registrados                 | Electores registrados                         | Electores registrados                 | Electores registrados                 | Electores registrados                 | Electores registrados                 | 86.111                                | 100                                   |                                       |                                       |                                       |                                       |
| Fuente:                               |                                               |                                       |                                       |                                       |                                       |                                       |                                       |                                       |                                       |                                       |                                       |